# کومانو، توسکانی
کومانو، توسکانی (به ایتالیایی: Comano) یک کومونه در ایتالیا است که در استان ماسا-کارارا واقع شده‌است.

## خصوصیات
کومانو ۵۴ کیلومترمربع مساحت و ۷۶۹ نفر جمعیت دارد و ۵۳۰ متر بالاتر از سطح دریا واقع شده‌است.